# جیمز دوگرتی (افسر پلیس)
جیمز دوگرتی (به انگلیسی: James Dougherty، زادهٔ ۱۲ آوریل ۱۹۲۱ – درگذشت ۱۵ اوت ۲۰۰۵) یک افسر پلیس آمریکایی و نخستین مربی سلاح‌ها و تاکتیک‌های ویژه بود. او بیشتر به علت ازدواجش با بازیگر، خواننده و مدل آمریکایی، مریلین مونرو (ازدواج در ۱۹۴۲ – طلاق در ۱۹۴۶) شناخته می‌شود.

## واژه‌نامه و یادداشت‌ها
1. ↑  Patricia Scoman
2. ↑  Rita Lambert